# BDH2
BDH2 (англ. 3-hydroxybutyrate dehydrogenase 2) – білок, який кодується однойменним геном, розташованим у людей на 4-й хромосомі. Довжина поліпептидного ланцюга білка становить 245 амінокислот, а молекулярна маса — 26 724.
| 10         |  | 20         |  | 30         |  | 40         |  | 50         |
| ---------- |  | ---------- |  | ---------- |  | ---------- |  | ---------- |
| MGRLDGKVII |  | LTAAAQGIGQ |  | AAALAFAREG |  | AKVIATDINE |  | SKLQELEKYP |
| GIQTRVLDVT |  | KKKQIDQFAN |  | EVERLDVLFN |  | VAGFVHHGTV |  | LDCEEKDWDF |
| SMNLNVRSMY |  | LMIKAFLPKM |  | LAQKSGNIIN |  | MSSVASSVKG |  | VVNRCVYSTT |
| KAAVIGLTKS |  | VAADFIQQGI |  | RCNCVCPGTV |  | DTPSLQERIQ |  | ARGNPEEARN |
| DFLKRQKTGR |  | FATAEEIAML |  | CVYLASDESA |  | YVTGNPVIID |  | GGWSL      |

A: Аланін

C: Цистеїн

D: Аспарагінова кислота

E: Глутамінова кислота

F: Фенілаланін

G: Гліцин

H: Гістидин

I: Ізолейцин

K: Лізин

L: Лейцин

M: Метіонін

N: Аспарагін

P: Пролін

Q: Глутамін

R: Аргінін

S: Серин

T: Треонін

V: Валін

W: Триптофан

Кодований геном білок за функцією належить до оксидоредуктаз. 
Задіяний у такому біологічному процесі, як альтернативний сплайсинг. 
Білок має сайт для зв'язування з НАД. 
Локалізований у цитоплазмі.